# Прущин
Прущин (пол. Pruszczyn) — село в Польщі, у гміні Вишогруд Плоцького повіту Мазовецького воєводства.
Населення — 95 осіб (2011).
У 1975-1998 роках село належало до Плоцького воєводства.

## Демографія
Демографічна структура станом на 31 березня 2011 року:
|          | Загалом | Допрацездатний вік | Працездатний вік | Постпрацездатний вік |
| -------- | ------- | ------------------ | ---------------- | -------------------- |
| Чоловіки | 48      | 11                 | 31               | 6                    |
| Жінки    | 47      | 5                  | 29               | 13                   |
| Разом    | 95      | 16                 | 60               | 19                   |